# Stromingen in de islam

Stroming per land; groen staat voor een soennitische meerderheid, paars voor sjiitische meerderheid en blauw voor een Ibadistische meerderheid

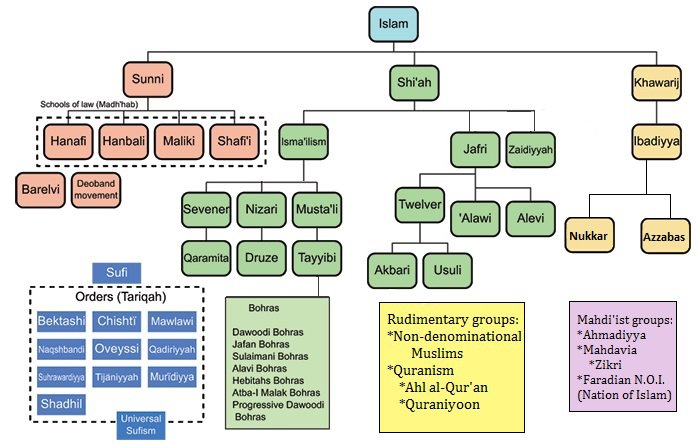
Engelstalig overzicht van stromingen binnen de islam

Er zijn verschillende stromingen in de islam door verschillende zienswijze op de islam. Veel moslims benadrukken deze verschillen niet en zien de islam als één godsdienst met verrijkingen.
Al tijdens het leven van de profeet Mohammed (d. 632) werd duidelijk dat niet alle metgezellen overal hetzelfde over dachten. Zolang Mohammed leefde kon hij vragen over de juiste interpretatie van Koranverzen en de juiste manier van handelen direct beantwoorden. Vaak liet hij echter de waarheid in het midden en stelde beide partijen in het gelijk.
Na de dood van Mohammed in 632 n. Chr. moest men het doen met de Koran, de overlevering en het eigen oordeelsvermogen. Dat leidde meteen al tot ontevredenheid over zijn opvolging. Door de op dat moment aanwezigen werd zijn trouwe vriend en moslim van het eerste uur Aboe Bakr tot opvolger (kalief) gekozen, maar enkele afwezigen gaven de voorkeur aan Ali, die de eerste mannelijke volger van de islam was na Mohammed, zijn meest naaste metgezel en student (Ali werd opgevoed door Mohammed) en tevens zijn neefje en schoonzoon. De verkiezing van de metgezel Aboe Bakr zou gebeurd zijn in de afwezigheid van Ali, die op dat moment met zijn familieleden bezig was met de begrafenis van Mohammed. Dat leidde dertig jaar later (661) tot het eerste schisma binnen de moslimgemeenschap, er ontstonden twee hoofdstromingen binnen de islam het soennisme en het sjiisme.

## Soennisme
De soennitische islam (Ahl as-Soenna) is de grootste van de twee genoemde hoofdstromingen in de islam (soennisme en sjiisme). Het soennisme wordt gevolgd door 90% van de moslims in de wereld. Binnen het soennisme ontstonden enkele leerscholen of wetscholen (madhahib, enk. madhab): de school van Abu Hanifa, (700-767), de school van Sufjan al-Thawri (715-778), de school van Malik ibn Anas, (710-795), de school van Mohammed al-Shafi'i, (767-820), de school van Ahmad ibn Hanbal, (780-855) en de school van Dawud al-Zahiri (815-883). De scholen van al-Thawri en al-Zahiri zijn in de loop van de tijd verdwenen.
De overige vier soennitische 'wetscholen van jurisprudentie' (madhahib al-fiqhiyya) focussen zich op het extrapoleren van de islamitische wet- en regelgeving uit de verschillende bronnen, waaronder de Koran, Hadith, Consensus (Idjma) en deductieve analogie (Qiyas). Het verspreidingsgebied van deze vier leerscholen is als volgt:
- Hanafi - Turkije, Afghanistan, Pakistan, India, deel Midden-Oosten
- Maliki - Noord-Afrika en Golfstaten
- Sjafi'i - Zuidoost-Azië, Somalië, Egypte, deel Midden-Oosten
- Hanbali- Saoedi-Arabië en Golfstaten

Verder waren er vroeger nog twee leerscholen.
- Zahiri - kwam voor in Andalusië
- Thawri

Binnen de soennitische islam ontstonden naast de verschillende wetscholen ook (kleine) theologische verschillen, tussen enkele groeperingen. Deze 'theologische scholen' binnen het soennisme zijn:
- Asharisme - de grootste
- Maturidisme - gekoppeld aan de Hanafi school
- Athari - gekoppeld aan de Hanbali school

## Sjiisme
Het sjiisme (Arabisch: الشيعة, Perzisch: شیعه), letterlijk: volgeling van Ali, is een van de twee grote stromingen binnen de islam, waarvan de andere het soennisme is. Het sjiisme wordt gevolgd door ongeveer 10% van de moslims in de wereld.
Sjiisme komt vooral voor in Iran, waar de geschriften van het sjiisme grotendeels de wetten vormen, maar ook in Azerbeidzjan, Bahrein en Irak. Tevens vormen sjiieten een substantiële minderheid in Pakistan, India, Libanon, Jemen, Syrië, Afghanistan (Hazara) en diverse Golfstaten (zie Lijst van landen naar aantal moslims). In Turkije staan ze vooral bekend als de alevieten, al verschillen die beduidend qua uitoefening, en richten zij zich vooral op de mystieke aspecten van het geloof.
In geheel Turkije komt daarnaast het alevitisme voor. Deze stroming bevat zowel elementen van het sjiisme als van het soefisme. In het verleden werd het alevitisme vaak als een sjiitische stroming (kizilbasj) neergezet. Dit had verschillende redenen, bijvoorbeeld om de verwarring met de Syrische alawieten te voorkomen. Tegenwoordig wordt het alevitisme in Turkije steeds vaker als een derde islamitische schisma neergezet (naast het soennisme en sjiisme). In de andere islamitische landen is dit echter discutabel.
Onder het Sjiisme valt:
- Zaidieten (of Vijvers)
- Ismaïlisme (of Zeveners)
- Assassijnen (of Nizari)
- Druzen
- Jafari (sjiisme) (of Twaalvers)
- Alawieten (of Nusayri)
- Alevitisme

Bovenstaande groepen beschouwen zich als volgers van de leerschool van de Ahl al-Bayt, afstammelingen van Mohammed. Hiertoe behoren ook Ja'far al-Sadiq en de overige Twaalf Imams.

## Kharidjisme
De khawarij is een verzameling van groepen moslims die in opstand kwamen tegen de leiders. De opstandelingen bestreden zowel de soennieten als de sjiieten in het verleden. Deze groeperingen zijn uitgestorven op een na: de ibadieten uit Oman, Zanzibar en als Berberse Mozabieten die alle een gematigd standpunt hebben.

## Moetazilisme
Het moetazilisme (ook mutazilisme, mu`tazilisme of mu’tazila) (Ar. المعتزلة) is een theologische school in de islam die rond het midden van de 8e eeuw in Basra werd ontwikkeld door Wassil Ibn 'Ata. Kenmerkend voor het moetazilisme is het combineren van islamitische standpunten met aan de Griekse filosofie ontleende ideeën. Het floreerde gedurende de 8e-10e eeuw in de steden Basra en Bagdad, in het huidige Irak, gedurende de periode van de Abbasiden. De aanhangers van het moetazilisme zijn het bekendst van hun stellingname dat vanwege de perfecte eenheid en eeuwige natuur van Allah, de Koran geschapen van aard is, aangezien deze niet samen met God van dezelfde eeuwigdurende aard kan zijn.

## Qadarisme
Het qadarisme (of qadariyya) is een uitgestorven sekte binnen de islam. De leer van de qadarieten houdt in dat iedere mens zijn eigen daden schept zonder goddelijke voorbeschikking. Iedere mens heeft een vrije wil en een vermogen om hiermee zelf zijn of haar lot te bepalen. Het kwaad is afkomstig van het donker en het goede is afkomstig van het licht. Hiermee komen ze overeen met het zoroastrisme maar verschillen ze wel met de andere moslims over de zesde zuil van het geloof namelijk qadar.

## Koranisme
Het Koranisme is de overtuiging dat de Koran de enige gezaghebbende tekst is in de islam. Deze groepering verwerpen de hadith van de profeet Mohammed geheel of gedeeltelijk.

## Soefisme
Door alle stromingen heen vinden we diverse soefischolen. Bijna alle klassieke geleerden waren soefi. Het soefisme is gebaseerd op het zuiveren van de ziel.

## Ahmadiyya
De ahmadiyya werd gesticht door Mirza Ghulam Ahmad in Brits-Indië. Hij beweerde een hervormer te zijn die de komst van de profeet Isa (Jezus) heeft vervuld. Verder beweerde hij de mujaddid en de mahdi te zijn. De stroming benadrukt vooral de vredelievende aspecten van de islam. Ze heeft met name aanhang in Pakistan, een islamitisch land waar het enige tolerantie geniet, doch desalniettemin ook blootstaat aan vervolging omdat de stellingen van Mirza Ghulam Ahmad onverenigbaar, geheel en uitgesloten worden geacht met het dogma of de claim van Mohammed de laatste profeet te zijn. Orthodoxe moslims van diverse richtingen beschouwen de ahmadiyya's derhalve als ongelovigen of dwalenden, niet als "ware" moslims.
De ahmadiyya's zijn verdeeld in twee groepen.
- leden van de Ahmadiyya Moslim Gemeenschap, in de volksmond qadiani's geheten, beschouwen Mirza Ghulam Ahmad als een profeet die de profetie van de beloofde messias en mahdi heeft vervuld
- leden van de Lahore Ahmadiyya Beweging, in de volksmond lahori's geheten, beschouwen Mirza Ghulam Ahmad als een hervormer die de profetie van de beloofde messias en mahdi heeft vervuld

## Volksislam
Ten slotte bestaat er in alle landen van de islamitische wereld iets dat wel met de term volksislam wordt aangeduid: islam vermengd met plaatselijke gebruiken die niet zelden in strijd zijn met de islamitische leer, maar voor de meestal laag opgeleide bevolking vaak meer tellen dan de officiële islam. Daarbij horen het gebruik van amuletten, het vereren van plaatselijke heiligen en het houden van allerlei ceremoniën die hun oorsprong in andere religies hebben, maar een islamitisch tintje hebben gekregen. Volgers van de volksislam heten volksmoslims alhoewel deze benaming zelden wordt gebruikt.